# 沃康達 (伊利諾伊州)
沃康達（英語：Wauconda）是位於美國伊利諾伊州萊克縣的一個村落。

## 地理
沃康達的座標為42°16′01″N 88°08′34″W / 42.26694°N 88.14278°W，而該地最高點為海拔高度22
46米（即807英尺）。

## 人口
根據2010年美國人口普查的數據，沃康達的面積為14.97平方千米，當中陸地面積為13.20平方千米，而水域面積為1.77平方千米。當地共有人口13603人，而人口密度為每平方千米908人。